# ساج كيركباتريك
ساج كيركباتريك (بالتشيكية: Sage Kirkpatrick)‏ هي ممثلة تشيكية، ولدت في 20 سبتمبر 1969 في تشيكوسلوفاكيا.

## وصلات خارجية
- ساج كيركباتريك على موقع IMDb (الإنجليزية)
- ساج كيركباتريك على موقع قاعدة بيانات الفيلم (الإنجليزية)